# Turgidodon
Turgidodon — рід сумчастоподібних ссавців, які мешкали в Північній Америці під час крейдового періоду.
Види:
- Turgidodon lillegraveni
- Turgidodon madseni
- Turgidodon petiminis